# Aliyudin Ali
Aliyudin Ali (Bogor, Indonesia; 7 de mayo de 1980) es un exfutbolista de Indonesia que jugaba en la posición de delantero.

## Carrera

### Club
| Periodo   | Club                  | Apariciones | Goles |
| --------- | --------------------- | ----------- | ----- |
| 1998–2000 | PS Indocement Cirebon | 0           | 0     |
| 2000–2002 | Persikabo Bogor       | 26          | 14    |
| 2002–2004 | Pelita Krakatau Steel | 50          | 23    |
| 2004–2007 | Persikota Tangerang   | 85          | 40    |
| 2007–2011 | Persija Jakarta       | 90          | 38    |
| 2011–2012 | Persib Bandung        | 28          | 5     |
| 2012–2013 | Sriwijaya FC          | 8           | 1     |
| 2013–2016 | Persikabo Bogor       | 34          | 12    |

### Selección nacional
Jugó para Indonesia en nueve ocasiones de 2004 a 2008 y participó en la Copa Asiática 2004.

## Logros
- Goleador de la Liga Indonesia en 2001.